# Smicridea lacanja
Smicridea lacanja är en nattsländeart som beskrevs av Bueno-soria och Hamilton 1986. Smicridea lacanja ingår i släktet Smicridea och familjen ryssjenattsländor. Inga underarter finns listade i Catalogue of Life.